# Primadonna (singel Mariny and the Diamonds)
Primadonna – utwór walijskiej piosenkarki i autorki tekstów Mariny and the Diamonds pochodzący z jej drugiego albumu studyjnego pt; „Electra Heart”. Został zrealizowany 20 marca 2012 roku oficjalnie jako pierwszy singel albumu. Piosenka osiągnęła międzynarodowy sukces zdobywając pozycję top 5 w Austrii, Irlandii i Nowej Zelandii oraz top 20 w Wielkiej Brytanii, na Węgrzech i Szwajcarii.

## Lista utworów
- UK CD single[5]

1. „Primadonna” – 3:41
2. „Primadonna” (Kat Krazy Remix) – 3:39
3. „Primadonna” (Walden Remix) – 6:21
4. „Primadonna” (Burns Remix) – 4:29

- Digital EP (remixes)[6]

1. „Primadonna” – 3:41
2. „Primadonna” (Benny Benassi Remix) – 7:05
3. „Primadonna” (Riva Starr Remix) – 5:45
4. „Primadonna” (Burns Remix) – 4:29
5. „Primadonna” (Evian Christ Remix) – 3:44

- US digital EP (remixes)[7]

1. „Primadonna” (Walden Remix) – 6:20
2. „Primadonna” (Benny Benassi Remix) – 7:05
3. „Primadonna” (Kat Krazy Remix) – 4:52
4. „Primadonna” (Burns Remix) – 4:29
5. „Primadonna” (Evian Christ Remix) – 3:44
6. „Primadonna” (Riva Starr Remix) – 5:45
7. „Primadonna” (Until the Ribbon Breaks Remix) – 3:47

- German CD single and digital download[8][9]

1. „Primadonna” – 3:41
2. „Primadonna” (Benny Benassi Remix) – 7:05

## Notowania
| Lista (2012)                                      | Najwyższa pozycja |
| ------------------------------------------------- | ----------------- |
| Australia (ARIA)                                  | 21                |
| Australia Hitseekers (ARIA)                       | 1                 |
| Austria (Ö3 Austria Top 40)                       | 3                 |
| Dania (Tracklisten)                               | 12                |
| Niemcy (Official German Charts)                   | 18                |
| Węgry (Rádiós Top 40)                             | 14                |
| Irlandia (IRMA)                                   | 3                 |
| Holandia (Single Top 100)                         | 95                |
| Nowa Zelandia (Recorded Music NZ)                 | 4                 |
| Rosja (Airplay) (Tophit)                          | 19                |
| Rumunia (Airplay 100)                             | 89                |
| Szkocja (Official Charts Company)                 | 9                 |
| Szwajcaria (Schweizer Hitparade)                  | 16                |
| Wielka Brytania (Official Charts Company)         | 11                |
| Wspólnota Niepodległych Państw (Airplay) (Tophit) | 20                |

| Lista (2012)                              | Pozycja |
| ----------------------------------------- | ------- |
| Austria (Ö3 Austria Top 40)               | 36      |
| Węgry (Rádiós Top 40)                     | 32      |
| Irlandia (IRMA)                           | 20      |
| Nowa Zelandia (Recorded Music NZ)         | 43      |
| Rosja (Airplay) (Tophit)                  | 62      |
| Wielka Brytania (Official Charts Company) | 113     |

## Certyfikaty
| Kraj                     | Certyfikat | Sprzedaż/Wysyłki |
| ------------------------ | ---------- | ---------------- |
| Australia (ARIA)         | Platyna    | 70 000           |
| Austria (IFPI Austria)   | Złoto      | 15 000           |
| Dania (IFPI Denmark)     | Platyna    | 30 000           |
| Nowa Zelandia (RMNZ)     | Platyna    | 15 000           |
| Wielka Brytania (BPI)    | Srebro     | 334 000          |
| Stany Zjednoczone (RIAA) | Złoto      | 500 000          |

## Historia wydania
| Kraj              | Data             | Format                      | Wytwórnia     | Ref.          |
| ----------------- | ---------------- | --------------------------- | ------------- | ------------- |
| Stany Zjednoczone | 20 marca 2012    | Digital download            | Elektra       | [ 34 ]        |
| Australia         | 6 kwietnia 2012  | Digital EP (remixes)        | Warner        | [ 35 ]        |
| Stany Zjednoczone | 14 kwietnia 2012 | Digital EP (remixes)        | Elektra       | [ 7 ]         |
| Wielka Brytania   | 15 kwietnia 2012 | Digital EP (remixes)        | 679, Atlantic | [ 36 ]        |
| Wielka Brytania   | 16 kwietnia 2012 | CD single (HMV exclusive)   | 679, Atlantic | [ 37 ]        |
| Niemcy            | 18 maja 2012     | CD single, digital download | Warner        | [ 38 ] [ 39 ] |